# Бір-Кунинський
Бір-Кунинський — село в Україні, у Львівському районі Львівської області. Населення становить 169 осіб. Орган місцевого самоврядування - Добросинсько-Магерівська сільська рада.

## Історія
Бір-Кунинський до 1940 року був присілком села Кунин (Жовківський район).